# فوجتش فيليب
فوجتش فيليب (بالتشيكية: Vojtěch Filip)‏ هو محامي وسياسي تشيكي، ولد في 13 يناير 1955 في التشيك. حزبياً، نشط في الحزب الشيوعي في بوهيميا ومورافيا والحزب الشيوعي التشيكوسلوفاكي. في 2017 Czech parliamentary election ‏، انتخب عضو مجلس النواب جمهورية التشيك عن دائرة إقليم جنوب بوهيميا وقد انضم خلال فترته النيابية ‏ (21 أكتوبر 2017 – 26 أكتوبر 2017)  للكتلة البرلمانية الحزب الشيوعي في بوهيميا ومورافيا وانتخب عضو الجمعية الاتحادية لتشيكوسلوفاكيا.